# Yuriy Tyukalov
Yuri Sergueïevitch Tyukalov (en russe : Юрий Сергеевич Тюкалов), né le 4 juillet 1930 à Léningrad (URSS) et mort le 19 février 2018 à Saint-Pétersbourg (Russie), est un rameur soviétique puis russe. Originaire d'une famille de commerçants possédant trois magasins à Saint-Pétersbourg avant la révolution de 1917, Tyukalov se destinait au football comme son père et ses deux oncles qui jouèrent dans l'équipe de l'Asiatic Bank avant sa nationalisation lors de la révolution.
Il remporte la médaille d'or skiff lors des Jeux de Helsinki 1952 puis en deux de couple aux Jeux de Melbourne en 1956, avec son compatriote Aleksandr Berkutov. Quatre ans plus tard, il remporte la médaille d'argent en deux de couple lors des Jeux de Rome 1960 avec le même coéquipier. En 1960, son club considéré comme l'un des meilleurs au monde et portant le nom de "Drapeau Rouge" fournit 22 des 25 rameurs soviétiques pour les jeux. Après les jeux de Rome, Alexis Kossyguine, membre du politburo, décide de transformer le club Drapeau Rouge en un club fondé sur le modèle anglais du club d'aviron Leander à Henley. Kossyguine reconnaissait au sport le pouvoir d'éloigner le peuple de la religion. Après sa retraite sportive, Tyukalov devient par la suite entraineur de l'équipe nationale, puis un sculpteur sur métal renommé à Saint-Pétersbourg.

## Palmarès
- Champion olympique en skiff aux Jeux olympiques d'été de 1952 à Helsinki ( Finlande)
- Champion olympique en deux de couple aux Jeux olympiques d'été de 1956 à Melbourne ( Australie)
- Médaille d'argent en deux de couple aux Jeux olympiques d'été de 1960 à Rome ( Italie)